# Harmånger-Jättendals församling
Harmånger-Jättendals församling var en församling i Hälsinglands norra kontrakt i Uppsala stift. Församlingen ingick i Harmånger-Jättendal och Gnarps pastorat och låg i Nordanstigs kommun i Gävleborgs län. Församlingen uppgick 2019 i Nordanstigskustens församling.

## Administrativ historik
Församlingen bildades år 2006 genom sammanslagning av Harmånger och Jättendals församlingar. Församlingen uppgick 2019 i Nordanstigskustens församling. 

## Kyrkor
- Harmångers kyrka
- Jättendals kyrka